# Kłobucko Gryfińskie
Kłobucko Gryfińskie – nieistniejący przystanek kolejowy, który położony był w pobliżu granicy gminy Stare Czarnowo i miasta Szczecina, w województwie zachodniopomorskim, w Polsce.